# جسر الشيخ حسين
جسر الشيخ حسين أو معبر نهر الأردن (بالعبرية: מעבר נהר הירדן)، هو أحد المعبرين الواقعين على حدود الأردن وفلسطين. يقع الجسر بين إربد في الأردن ومدينة بيسان المُحتلة.

## التاريخ
اُفتتح جسر الشيخ حسين في نوفمبر 1994، وهو نقطة الدخول والخروج الواقعة في أقصى الشمال بين إسرائيل والأردن. تعددت الروايات حول سبب تسمية الجسر، منها أن المنطقة سُميّت منذ عهد بعيد بمنطقة الشيخ حسين نسبٍة الى الشيخ حسين الوشاح الذي هاجر قسرًا مع والده الأمير وشاح بن عامر وشقيقيه الى الأردن والسلط قادمينَ من الحجاز في ستينيات القرن الثامن عشر، ومن بعد وفاة والده ارتحل رفقة أحد أشقائه إلى منطقة الأغوار الشمالية لتسمّى المنطقة لاحقًا على اسمه، ومنها أن التسمية تعود إلى وجيهٍ ينحدر من عائلة إقطاعية «تسكن عرابة جنين» واسمه حسين عبد الهادي الشقران، كان له دورٌ بارز في مقاومة الأتراك خلال القرن التاسع عشر.
أما بناء الجسر الأول، فقد بناه الأتراك على نهر الأردن بغرض نقل الأسلحة والمعدات العسكرية والبضائع وتسهيل الحركة التجارية بين بلدان سوريا والأردن وفلسطين التي دخلت جميعها تحت الحكم العثماني في عهد السلطان سليم الأول عام 1516. ومن الأحداث التي دارت عليه معركة (واقعة) الشيخ حسين بين الجيش الأردني والجيش الإسرائيلي في 30 نيسان 1966، والتي قام بعدها الملك الحسين بن طلال بتقليد وسام الاستقلال لقائد الفئة محمد الوقفي وترفيعه ترفيعاً استثنائياً ميدانياً.

## ساعات العمل
تعمل المحطة طوال العام، باستثناء يوم الغفران ورأس السنة الهجرية. المعبر مفتوح للأفراد (بما في ذلك السياح والسيارات الخاصة): الأحد - الخميس: 07:00 صباحًا إلى 8:30 مساءً، الجمعة والسبت: من 8:30 صباحًا حتى 6:30 مساءً. ساعات عمل محطة الشحن: الأحد - الخميس: 07:00 صباحًا حتى 8:00 مساءً الجمعة والسبت: محطة الشحن مغلقة. في عطلات نهاية الأسبوع، يمكن لأولئك الذين يغادرون إسرائيل إلى الأردن بمركبات خاصة الوصول إلى صالة المغادرة حتى الساعة 6 مساءً.
لا توجد وسائل نقل عام إلى المحطة. توفر شركات الحافلات الخاصة وسائل النقل إلى المعبر وعبر الحدود، مثل الحافلة من الناصرة إلى عمان، ويجب على المرء أن يسافر بالسيارة أو الحافلة. يجوز للسيارات الإسرائيلية المملوكة للقطاع الخاص المرور عبر المحطة الإسرائيلية والسفر في الأردن بعد تغيير لوحات الترخيص والتسجيل ودفع الضريبة في الجمارك الأردنية. بالنسبة للسائقين الذين يدخلون بسيارة خاصة، يمكن إصدار تصاريح القيادة الدولية من فرع MEMSI في المحطة الإسرائيلية.
المرور من إسرائيل إلى الأردن بالدراجة النارية أو الدراجة الهوائية ممنوع، لكن دخول إسرائيل من الأردن بالدراجة النارية مسموح به. يمكن ترك السيارات المستأجرة في ساحة انتظار السيارات، والتي تفرض رسومًا يومية.

### متطلبات التأشيرة
لاستخدام معبر نهر الأردن، يجب أن تكون جميع جوازات السفر صالحة لمدة 6 أشهر على الأقل. التأشيرة الأردنية متاحة عند وصول للمواطنين الإسرائيليين، وتصدر في المحطة الأردنية وتكلف 10 دنانير أردني للمسافرين الذين يخططون للبقاء في الأردن لمدة 3 ليال على الأقل و40 دينارًا أردنيًا للمسافرين الذين يخططون للبقاء هناك لفترة أقصر (رسوم قدرها يتم فرض رسوم بقيمة 120 دينارًا أردنيًا للدخول المتعدد لمدة ستة أشهر)؛ ومع ذلك، يحتاج جميع السياح الإسرائيليين الذين يزورون الأردن إلى استئجار مرشد أردني مرافق مسبقًا.
ينطبق الإعفاء من التأشيرة الإسرائيلية على مواطني أكثر من 90 دولة، الذين لا يحتاجون إلى تأشيرة لدخول إسرائيل لمدة أقصاها 3 أشهر للسياحة فقط. في حين يجب على المواطنين الأردنيين الحصول على تأشيرة إسرائيلية قبل الوصول وتأكيد السفر من الحكومة الإسرائيلية.
الدخول بالسيارات
للدخول إلى المملكة الأردنية الهاشمية، يتعين على السائق أولًا ترجمة رخصة القيادة الإسرائيلية في المعبر الإسرائيلي، وتبلغ تكلفة هذه الخدمة 26 شيكلًا فقط. وعند الوصول إلى الجانب الأردني، يتوجب على السائق دفع مبلغ 36 دينارًا أردنيًا لتأمين المركبة، بالإضافة إلى 60 دينارًا أردنيًا لاستصدار رخصة قيادة أردنية وتغيير لوحة السيارة من اللون الأصفر الإسرائيلي إلى اللون الأبيض الأردني.
أما عند مغادرة المملكة الأردنية الهاشمية والعودة إلى إسرائيل، فيتعين على السائق دفع مبلغ 25 دينارًا أردنيًا لتخليص السيارة من الدوائر الحكومية الأردنية.

## جسر الشيخ حسين وجسر الملك حسين
في الأردن، يبعد الجسر عن عمّان مسافة 90 كم شمالاً، على مقربة من منطقة بحيرة طبريا. يتم نقل الرّكاب الأجانب، والإسرائليين، وفلسطينيو الدّاخل إلى نقطة الطرف الآخر ومن ثم إلى مدن شمال فلسطين عبر مكتب المعبر الشمالي (الشيخ حسين). ومن جهة أخرى، يتم نقل الرّكاب بين نقطتي العبور من الأردن إلى أراضي السلطة الوطنية الفلسطينية من خلال «مكتب جسر الملك حسين». ويتم أيضاً من خلاله نقل الحجاج والمعتمرين من مدينة الحجاج إلى الطرف الآخر من جسر الملك حسين.